# Дом културе Пљевља
Дом културе Пљевља је централна културна установа у граду Пљевља, Црна Гора. Зграда је изграђена 1947. године, а реконструисана у више фаза током 21. века.

## Историјат
Изградња зграде започета је 1947. године као део културне обнове након Другог светског рата. Велика реконструкција започета је 2007. године, настављена 2017. и завршена до краја 2018. године. Употребна дозвола добијена је маја 2018, а свечано отварање обављено је 15. фебруара 2019.
У реконструкцију је уложено око шест милиона евра. Након отварања пријављени су одређени проблеми, попут прокишњавања крова. Године 2024. настављени су спољашњи радови на фасади и тргу испред зграде.